# Historia de Corea del Sur

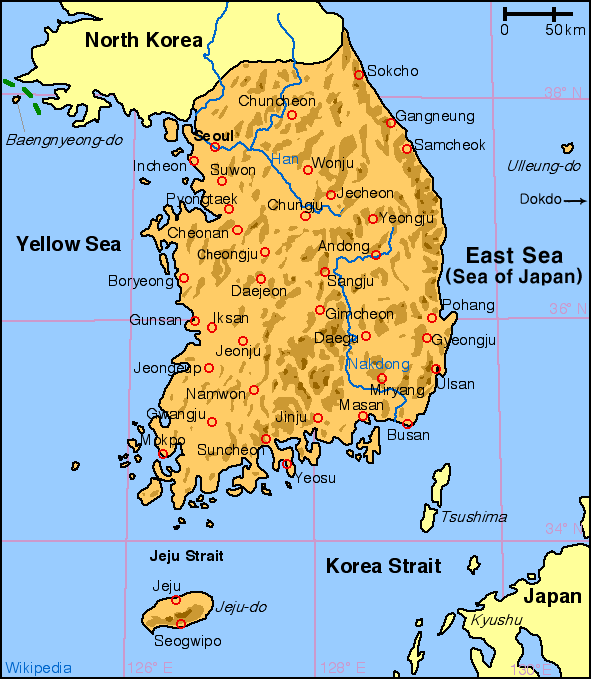
Corea del Sur

La historia de Corea del Sur comienza con el establecimiento del estado seguido de la división de la península coreana. Después de la rendición de Japón a los Aliados, la división en el paralelo 38 marcó el comienzo de la administración soviética y estadounidense sobre el Norte y Sur, respectivamente. El 15 de agosto de 1948, se estableció la República de Corea, con Syngman Rhee como su primer presidente; el 9 de septiembre de 1948, se establece la República Democrática Popular de Corea bajo el mando de Kim Il-sung. El 25 de junio de 1950, fuerzas norcoreanas invadieron Corea del Sur (véase guerra de Corea). Liderada por Estados Unidos, una coalición de 16 miembros emprendió la primera acción colectiva bajo el comando de la ONU. Las oscilantes líneas de batalla infligieron un alto número de bajas civiles e inmensa destrucción. Con la entrada de la República Popular de China en nombre de Corea del Norte en 1951, la paralización se estableció cerca hasta la línea original de demarcación. Las negociaciones del armisticio, iniciadas en julio de 1951, concluyeron finalmente el 27 de ese mes de 1953 en Panmunjeom, en la ahora Zona Desmilitarizada (ZDM). El acuerdo armisticio fue firmado por el ejército norcoreano, voluntarios populares chinos y los Estados Unidos y la República de Corea apoyados por el Comando de las Naciones Unidas. El día 27 de abril ambas Coreas acordaron un tratado de paz. 
Después del armisticio, Corea del Sur experimentó disturbios políticos en los años de liderazgo autocrático de Syngman Rhee, la cual terminó en una revuelta estudiantil en 1960. No obstante, el golpe de Estado militar liderado por el Mayor General Park Chung-hee en 1961, puso a Corea del Sur bajo gobierno autoritario por otras dos décadas, durante las cuales Corea del Sur logró un crecimiento económico sorprendente, con el ingreso per cápita creciendo hasta 13 veces el nivel de Corea del Norte. Después del asesinato de Park Chung-hee en 1979, una sociedad civil vocal emergida condujo a fuertes protestas contra el gobierno autoritario. Compuesto principalmente de estudiantes universitarios y sindicatos laborales, las protestas alcanzaron un clímax después del golpe de Estado del Mayor General Chun Doo-hwan el 12 de diciembre de 1979 y la declaración de la ley marcial. El 18 de mayo de 1980, estalló un enfrentamiento entre los estudiantes de la Universidad Nacional de Chonnam que protestaban contra el cierre de su universidad y las fuerzas armadas y se convirtió en un motín urbano que duró nueve días hasta el 27 de mayo. Las estimaciones inmediatas de la tasa de muertes civiles alcanzó de unas pocas docenas a 2000, con una posterior investigación completa del gobierno civil, hallando 207 muertes (véase: Masacre de Gwangju). El ultraje público por los asesinatos consolidó el apoyo de toda la nación por la democracia, despejando el camino para las primeras elecciones democráticas, que tuvieron lugar en 1987.
En 1987, Roh Tae-woo, uno de los colegas de Chun en el golpe de Estado de 1979, fue elegido presidente por voto popular. En 1992, Kim Young-sam fue elegido para otro mandato. En 1997, la nación sufrió una seria crisis económica, de la cual continúa recuperándose. Corea del Sur ha mantenido también su compromiso por democratizar sus procesos políticos, mientras Kim Dae-jung ganaba la presidencia el mismo año. Esta fue el primer traspaso del gobierno entre partidos por medios pacíficos. Kim Dae-jung siguió la "Política de la Luz," una serie de esfuerzos por reconciliarse con Corea del Norte, la cual culminó en la cita con el líder norcoreano Kim Jong-il, por la cual Kim Dae-Jung recibió el premio Nobel de la Paz en 2000. Sin embargo, la eficacia de la Política de la Luz fue cuestionada entre acusaciones de corrupción. Roh Moo-hyun fue elegido presidente en 2002. El 12 de marzo de 2004, La Asamblea Nacional surcoreana (Parlamento) votó por juzgar al presidente Roh Moo-hyun por cargos de corrupción y patrocinio político. El partido Uri, el único que apoyaba al presidente, boicoteó claramente la votación. Esta moción afectó claramente el resultado de la elección parlamentaria del 15 de abril de 2004, en las cuales, el partido Uri obtuvo 152 escaños de un total de 299 en la Asamblea Nacional. Por primera vez en 18 años, el partido gobernante se convertía en la mayoría de la Cámara. Esta fue la primera vez en más de 40 años que un partido liberal tuvo una mayoría en la Asamblea.
En 2018, el presidente de Corea del Sur Moon Jae-in (Hangul: 문재인) y el líder norcoreano Kim Jong-un (Hangul: 김정은) hicieron historia en la cumbre el 27 de abril, los líderes de Corea del Norte y Corea del Sur se encontraron por primera vez en más de una década. La cumbre histórica tuvo lugar en la zona desmilitarizada de Corea y todo esto terminó con la promesa de por fin firmar la paz.

## Antes de la división
Los primeros restos humanos hallados en Corea datan de alrededor de hace 500.000 años. De acuerdo a la tradición, en el año 2333 a. C. Tangun (también llamado Dangun) fundó el reino de Joseon (a menudo conocido como "Gojoseon" para evitar la confusión con la dinastía del siglo XIV del mismo nombre; el prefijo go significa "viejo" o "anterior"). Después de numerosas guerras, este reino se desintegró. 

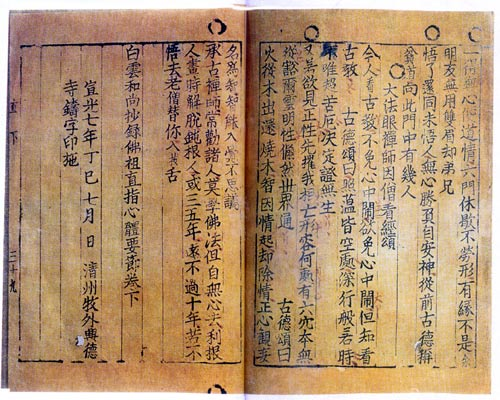
Jikji, el primer libro impreso en una imprenta con móviles metálicos, en 1377, 62 años antes de la Imprenta de Gutenberg.

La antigua Corea pasó a albergar una serie de ciudades-estado en constantes guerras, que aparecían y desaparecían de manera constante. No obstante, tres reinos, Baekje, Koguryŏ y Silla se fortalecieron y entre los tres dominaron la escena histórica de Corea por más de doscientos años, en el periodo conocido como los Tres Reinos de Corea. En el año 676, Silla logró unificar casi todo el territorio coreano, con excepción del reino de Balhae. El dominio de estos dos reinos sobre todo Corea y parte de Manchuria dio origen al Periodo de los Estados Norte y Sur.
Tras su decadencia, en 918 el general Wang Geon fundó el reino de Goryeo (o Koryŏ, de donde proviene el nombre de Corea). En el siglo XIII, la invasión de los mongoles debilitó a Goryeo: después de casi treinta años de guerra, el reino conservó el dominio sobre todo el territorio de Corea, aunque en realidad solo era un tributario más de los mongoles. Al derrumbe del Imperio Mongol, le siguieron una serie de luchas políticas y tras la rebelión del General Yi Seong-gye en 1388, la dinastía Goryeo fue reemplazada por la dinastía Joseon.

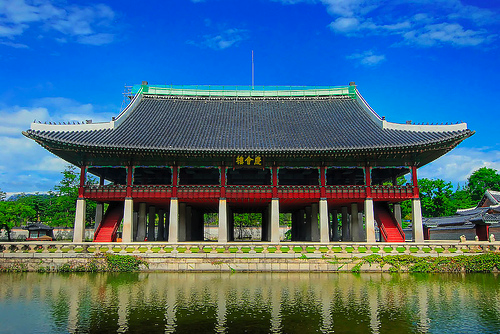
El palacio de Gyeongbok es el más grande de los cinco grandes palacios construido durante la dinastía Joseon.

Entre 1592 y 1598, los japoneses invadieron Corea, después de que los Joseon se negaran a brindarle paso seguro al ejército japonés, liderados por Toyotomi Hideyoshi, en su campaña para la conquista de China. La guerra finalizó cuando los japoneses se retiraron después de la muerte de Hideyoshi. Es en esta guerra donde se da el surgimiento como héroe nacional del almirante Yi Sun-Sin y la popularización del famoso "Barco Tortuga".
En el siglo XVII, Corea fue finalmente derrotada por los Manchú y se unió al Imperio Qing. Durante el siglo XIX, gracias a su política aislacionista, Corea ganó el nombre del "Reino ermitaño". La dinastía Joseon trató de protegerse contra el imperialismo occidental, pero fueron obligados a abrir sus puertas al comercio. Después de las guerras Sino-Japonesas y de la guerra Ruso-Japonesa, Corea quedó bajo el dominio colonial japonés (1910-1945). Al final de la Segunda Guerra Mundial, los japoneses se rindieron ante las fuerzas soviéticas y estadounidenses, que ocuparon las mitades norte y sur de Corea, respectivamente.

## Después de la división

### Guerra de Corea

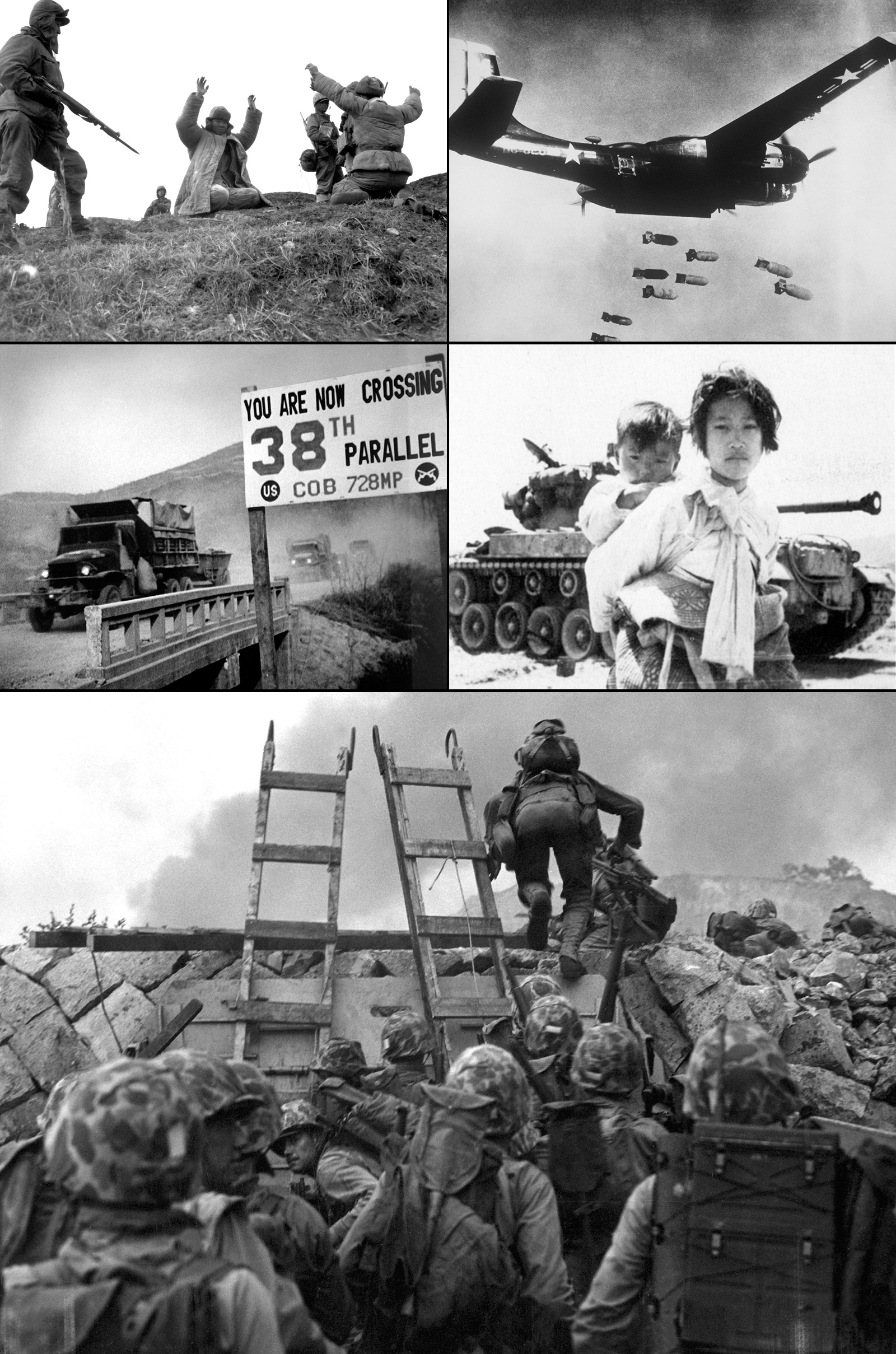
Guerra de Corea, acontecida entre 1950 y 1953. El Tratado de No Agresión que finalizó el conflicto, dejó de ser válido el 11 de marzo de 2013.

En 1948, como consecuencia de la división de la península entre los soviéticos y los estadounidenses, surgieron dos nuevas entidades: Corea del Norte y Corea del Sur. En el norte, un guerrillero antijaponés y activista comunista, Kim Il-sung, obtuvo el poder a través del apoyo soviético, y en el sur, un líder político exiliado de derecha, Syngman Rhee, fue nombrado presidente. En 1948, al gobierno de Rhee reprimido con violencia una rebelión campesina en la isla de Jeju. Más de 30 000 personas fueron asesinadas.
El 25 de junio de 1950, Corea del Norte invadió a Corea del Sur con la acción militar que desencadenó la guerra de Corea. En aquel momento, el delegado de la Unión Soviética en el Consejo de Seguridad de la Organización de las Naciones Unidas estuvo ausente como protesta por la negativa de admitir a la República Popular China dentro del organismo. Esto permitió a las Naciones Unidas, lideradas por el ejército estadounidense, a intervenir para frenar la invasión. Por su parte, la Unión Soviética y República Popular China decidieron respaldar a Corea del Norte, enviando efectivos y provisiones a sus tropas. Después de las pérdidas masivas de civiles norcoreanos y surcoreanos, la guerra finalmente llegó a un punto muerto. El armisticio de 1953 dividió la península a lo largo de la zona desmilitarizada de Corea, cerca de la línea de demarcación original. Ningún tratado de paz fue firmado, por lo que técnicamente los dos países continuaron en guerra. Al menos 2,5 millones de personas murieron durante el conflicto.
Durante la guerra, cientos de miles de hombres fueron enviados a campos de reeducación y decenas de miles acabaron siendo ejecutados bajo la acusación de simpatizar con el comunismo.

### Dictadura militar
En 1960, un movimiento estudiantil llevó a la renuncia del presidente Syngman Rhee. A este evento le siguió un período de inestabilidad política, que un año más tarde finalizaría con el golpe de Estado realizado por el general Park Chung-hee (el "5-16 coup d' état"). Park fue duramente criticado como un dictador despiadado y por la represión política que existió durante su mandato; sin embargo, hizo que la economía coreana se desarrollara de manera significativa, ya que alentó el rápido crecimiento económico impulsando las exportaciones. Park fue presidente hasta su asesinato, ocurrido en 1979.
Con el golpe, comenzó una política económica proteccionista, impulsando a una burguesía que se desarrolló a la sombra del Estado para reactivar el mercado interno. Para impulsar el desarrollo, se aplicó una política de industrialización por sustitución de importaciones, cerrando el ingreso al país de toda clase de productos extranjeros, salvo materias primas. Tampoco recurrieron a inversión extranjera. Se hizo una reforma agraria con expropiación sin indemnización de latifundios japoneses. El general Park nacionalizó el sistema financiero para engrosar el poderoso brazo estatal, cuya intervención en la economía fue a través de planes quinquenales.
La punta de lanza fueron los chaeboles, esos conglomerados familiares diversificados como Hyundai, Samsung y LG Corporation, que recibían incentivos estatales como desgravaciones impositivas, legalidad para su sistema de hiperexplotación y financiamiento barato o gratuito: la banca estatal facilitó la planificación de préstamos concentrados por rubro según cada plan quinquenal, y por grupo económico seleccionado para liderarlo.[cita requerida]
Desde 1961, Corea del Sur recibió en carácter de donación 3100 millones de dólares por parte de Estados Unidos, una cifra muy alta para la época, un privilegio por estar en la frontera más caliente de la Guerra Fría. Esta política de apoyo económico y militar extranjero siguió durante décadas.[cita requerida]
Muchos de quienes fueron la fuerza laboral de la economía de Corea del Sur trabajando en condiciones cercanas a la esclavitud en los años 50 y 60, llegaron a la vejez en la miseria, dado que recién en los años 80 se creó un régimen jubilatorio.Tanta hiperproducción y explotación generaron la tasa de suicidios más alta del mundo desarrollado (28,1 por cada 100.000 habitantes). En 1980, la semana laboral era la más larga del mundo.[cita requerida]
Los años que le siguieron al asesinato de Park fueron marcados nuevamente por una agitación política, ya que los líderes de la oposición anteriormente reprimida realizaron múltiples intentos para acceder a la silla presidencial. En 1980, se realizó otro golpe de Estado, esta vez por el general Chun Doo-hwan en contra del gobierno transitorio de Choi Kyu-hah, quien ocupaba el cargo de primer ministro durante el mandato de Park. El hecho de que Chun asumiera la presidencia desencadenó protestas a nivel nacional exigiendo democracia y legalidad en las elecciones, que fueron brutalmente reprimidas (masacre de Gwangju).

### Democracia
Chun y su gobierno mantuvieron a Corea bajo un régimen despótico hasta 1987, cuando las manifestaciones de trabajadores y de grupos opositores estallaron por todo el país. Finalmente, el partido político de Chun, el Partido de la Justicia Democrática, y su líder, Roh Tae-woo, dieron a conocer la Declaración del 29 de junio, que incluía el llamado a elecciones directas para elegir un nuevo presidente. Roh ganó las elecciones por un estrecho margen contra los dos dirigentes de los principales partidos de oposición, Kim Dae-Jung y Kim Young-Sam.

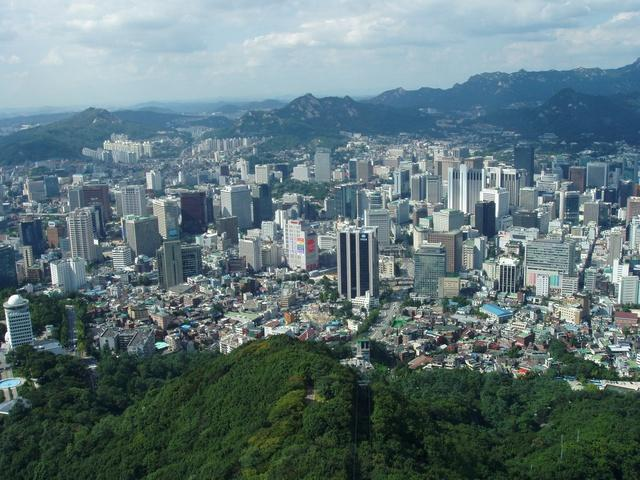
La ciudad de Seúl experimentó un rápido crecimiento urbano durante las décadas de 1980 y 1990.

En 1988, Seúl organizó satisfactoriamente los Juegos Olímpicos de verano de 1988, y en 1996 su continuo desarrollo económico llevó al ingreso del país a la Organización para la Cooperación y el Desarrollo Económico (OCDE). Como la mayoría de sus vecinos asiáticos, la economía nacional se vio afectada por la crisis financiera asiática de 1997, sin embargo, el país fue capaz de recuperarse y continuar su crecimiento económico.

### sigloXXI
En junio de 2000, como parte de la "Política del Sol" del presidente Kim Dae-Jung, se celebró la Cumbre Intercoreana, la cual tuvo lugar en Pionyang, la capital de Corea del Norte. Más tarde, ese mismo año, Kim recibió el Premio Nobel de la Paz "por su trabajo para la democracia y los derechos humanos en Corea del Sur y en el este asiático en general y para la paz y la reconciliación con Corea del Norte en particular." En 2002, Corea del Sur y Japón fueron los anfitriones de la Copa Mundial de Fútbol de 2002, sin embargo, más tarde las relaciones entre ambas naciones se deterioraron, debido al conflicto sobre la posesión de las Rocas de Liancourt (Dokdo en coreano).
En diciembre de 2012, con casi la totalidad de los votos escrutados, la Comisión Electoral Nacional otorgó a Park Geun-hye el 51,6% de los sufragios, frente al 48% de su rival, Moon Jae-in. Park, hija del dictador Park Chung-hee, ha hecho historia al convertirse en la primera mujer que llega a la presidencia de Corea del Sur

### Crisis en Corea de 2013

Rango de los misiles norcoreanos. El alcance de los misiles instalados en Corea del Sur cubren los 800km que pueden llegar a cualquier parte de Corea del Norte.

La crisis en Corea de 2013 fue una escalada de tensiones que se desencadenó en febrero de 2013, debido a una prueba nuclear realizada por parte de Corea del Norte en respuesta a la resolución 2087 del Consejo de Seguridad de la ONU solicitada por Estados Unidos, que lo sancionó por el lanzamiento del satélite Kwangmyongsong-3 2.
La prueba nuclear llevó a Estados Unidos a solicitar nuevamente al Consejo de Seguridad la aplicación de más sanciones contra el gobierno norcoreano, lo que se produjo a través de la resolución 2094. Días después, Corea del Sur y Estados Unidos anunciaron que se reforzarían las maniobras militares conjuntas que llevan a cabo anualmente. En respuesta a estas maniobras, Corea del Norte anuló el pacto de no agresión que mantenía con Corea del Sur y cortó las líneas de comunicación directas con su vecino.
El 29 de marzo, dos bombarderos B-2A estadounidenses con capacidad nuclear lanzaron proyectiles frente al mar de Corea. lo que fue considerado por Pionyang como el inicio de la guerra contra su nación. El 30 de marzo, Corea del Norte anunció su entrada en «estado de guerra».
A mediados de abril, tanto Corea del Sur como Corea del Norte han realizado propuestas para iniciar el diálogo entre las partes, pero no han sido aceptadas por sus contrapartes por las condiciones iniciales para reunirse.
Desde la finalización de la guerra de Corea con un armisticio en 1953, la tensión en la península coreana nunca ha desaparecido, debido a la sucesión de diversos movimientos militares a ambos lados de la frontera y en los mares adyacentes por parte de los dos países y el resto de potencias regionales.
Para el 10 de marzo del 2017, es destituida la presidenta Park Geun-hye, por la Corte Constitucional del país.
Ocurrió la cumbre intercoreana entre el presidente surcoreano Moon Jae-in y el líder norcoreano Kim Jong-un, el 27 de abril de 2018.